# Josef Grünwidl
Josef Grünwidl (nato il 31 gennaio 1963 a Hollabrunn, Austria ) è un presbitero cattolico austriaco, amministratore apostolico dell'arcidiocesi di Vienna .
Grünwidl è nato a Wullersdorf, nel nord di Vienna ha frequentato il liceo classico di Hollabrunn. È poi entrato nel seminario dell'arcidiocesi di Vienna e ha studiato teologia all'Università di Vienna . Contemporaneamente, ha studiato organo da concerto presso l' Università di musica e arti performative di Vienna .  Si è laureato in 1987 con la tesi sulla teologia della croce di Jürgen Moltman, "La sofferenza è in Dio". 
Nel 1987 Grünwidl fu ordinato diacono dal vescovo ausiliare Helmut Krätzl. Il 29 giugno 1988 fu ordinato sacerdote dal cardinale Franz König nella cattedrale di Santo Stefano a Vienna. 
Grünwidl è stato cappellano della parrocchia di San Giovanni Nepomuceno a Vienna dal 1988 al 1991 e curato della parrocchia della cattedrale di Wiener Neustadt dal 1991 al 1993. Tra il 1993 e il 1995 è stato pastore diocesano dei giovani per l'arcidiocesi di Vienna. Nel 1995 lo chiamò accanto a sè il neo-nominato arcivescovo di Vienna, Christoph Schönborn quale segretario particolare, incarico che ha ricoperto fino al 1998.
Succesiavamente Grünwidl ha ricoperto gli incarichi sequenti:  parroco a Kirchberg am Wechsel e nelle parrocchie limitrofe di Feistritz, St. Corona e Trattenbach,decano del decanato di Kirchberg am Wechsel. Da 2014 fu i moderatore parrocchiale di Perchtoldsdorf fino al 2023 e, dal 2016, ha ricoperto anche l'incarico di decano del decanato di Perchtoldsdorf.
Dal 2016 al 2023, Grünwidl è stato presidente del Consiglio presbterale di Vienna. Fu infine nominato vicario vescovile per la zona meridionale dell'arcidiocesi in 2023. Dal novembre 2024 fa parte del Capitolo della cattedrale di Santo Stefano. Il 22 gennaio 2025 papa Francesco lo ha nominato amministratore apostolico dell'arcidiocesi di Vienna dopo aver accettato le dimissioni presentate da Sua Eminenza il Cardinale Christoph Schönborn in occasione del suo 80. genetliaco. 